# Grabbhalvan
Grabbhalvan är ett årligen återkommande lopp för pojkar och män. En motsvarighet till VårRuset som är för flickor och kvinnor. Loppet är 5 km långt och har sedan starten i Norrköping 1993 arrangerats på bland annat följande orter:
- Eskilstuna
- Helsingborg
- Jönköping
- Kalmar
- Kristianstad
- Linköping
- Norrköping
- Solna
- Sundsvall
- Uddevalla
- Västerås
- Örebro

2016 arrangerades loppet i Norrköping men då även i kombination med den s.k Tjejhalvan.